# Hörstabacken
Hörstabacken är en bebyggelse nordväst om Kumla och riksväg 50 i Kumla kommun. Från 2015 avgränsar SCB här en småort.